# North Bay Shore
North Bay Shore és una concentració de població designada pel cens dels Estats Units a l'estat de Nova York. Segons el cens del 2000 tenia 14.992 habitants.

## Demografia
Segons el cens del 2000, North Bay Shore tenia 14.992 habitants, 3.794 habitatges, i 3.221 famílies. La densitat de població era de 1.942,4 habitants per km².
Dels 3.794 habitatges en un 45,5% hi vivien nens de menys de 18 anys, en un 59,4% hi vivien parelles casades, en un 18,2% dones solteres, i en un 15,1% no eren unitats familiars. En el 10,4% dels habitatges hi vivien persones soles el 3,7% de les quals corresponia a persones de 65 anys o més que vivien soles. El nombre mitjà de persones vivint en cada habitatge era de 3,95 i el nombre mitjà de persones que vivien en cada família era de 3,98.
Per edats la població es repartia de la següent manera: un 29,7% tenia menys de 18 anys, un 11% entre 18 i 24, un 33,7% entre 25 i 44, un 18,6% de 45 a 60 i un 6,9% 65 anys o més.
L'edat mediana era de 31 anys. Per cada 100 dones de 18 o més anys hi havia 98,2 homes.
La renda mediana per habitatge era de 55.779 $ i la renda mediana per família de 55.819 $. Els homes tenien una renda mediana de 31.124 $ mentre que les dones 25.186 $. La renda per capita de la població era de 17.024 $. Entorn del 7,1% de les famílies i el 10,4% de la població estaven per davall del llindar de pobresa.